# Rothenbach (Elbbach)
Der Rothenbach ist ein knapp drei Kilometer langer rechter und westlicher Zufluss des Elbbachs im Westerwald.

## Geographie

### Verlauf
Der Rothenbach entsteht in einem Waldgebiet westlich von Langenhahn aus drei Quellbächen. 
Nach der Vereinigung fließt er zunächst in nordöstlicher Richtung. Nachdem er den Wald verlassen hat, schlägt er einen kleinen Bogen und bewegt sich dann südostwärts durch Felder und Wiesen. Er wendet sich nun nach Osten und erreicht nach der Unterquerung der Bergstraße den Ortsrand von Rothenbach. Er passiert den Ort und schlägt eine Kurve, wobei er seine Laufrichtung nach Südsüdost ändert.
Bei der Rothenbacher Mühle mündet er schließlich in den Elbbach.

### Flusssystem Elbbach
- Fließgewässer im Flusssystem Elbbach